# Калабушкин, Игорь Николаевич
Игорь Николаевич Калабушкин (род. 29 февраля 1964 года) — заслуженный тренер России по спортивной гимнастике.

## Биография
Игорь Калабушкин родился 29 февраля 1964 года. Тренерской работой занялся во второй половине 1980-х годов.
Тренер двукратного призера чемпионатов мира Юрия Рязанова и серебряного призера Олимпийских игр-2016 Николая Куксенкова. Николай Куксенков говорил о своем тренере как о человеке, который прошел вместе с ним все трудности, во время скандала с мельдонием и поддержал его в сложное время. Игорь Калабушкин заявлял средствам массовой информации о том, что не верит в виновность своего спортсмена и то, что он не виноват в употреблении мельдония. Игорь Калабушкин стал тренировать Николая Куксенкова с осени 2012 года. Тренер спортсмена Кирилла Прокопьева, завоевавшего серебряную медаль на первенстве Европы по спортивной гимнастике в составе сборной России.
По итогам 2015 года Игорь Калабушкин значился в списке лучших тренеров, также стал одним из 5 лучших тренеров Владимирской области по итогам 2016 года.
Работает старшим тренером-преподавателем МБОУ ДОД «СДЮСШОР по спортивной гимнастике им. Н. Г. Толкачева» в городе Владимире.
Был кандидатом в президенты региональной федерации спортивной гимнастики.